# Say Yay!

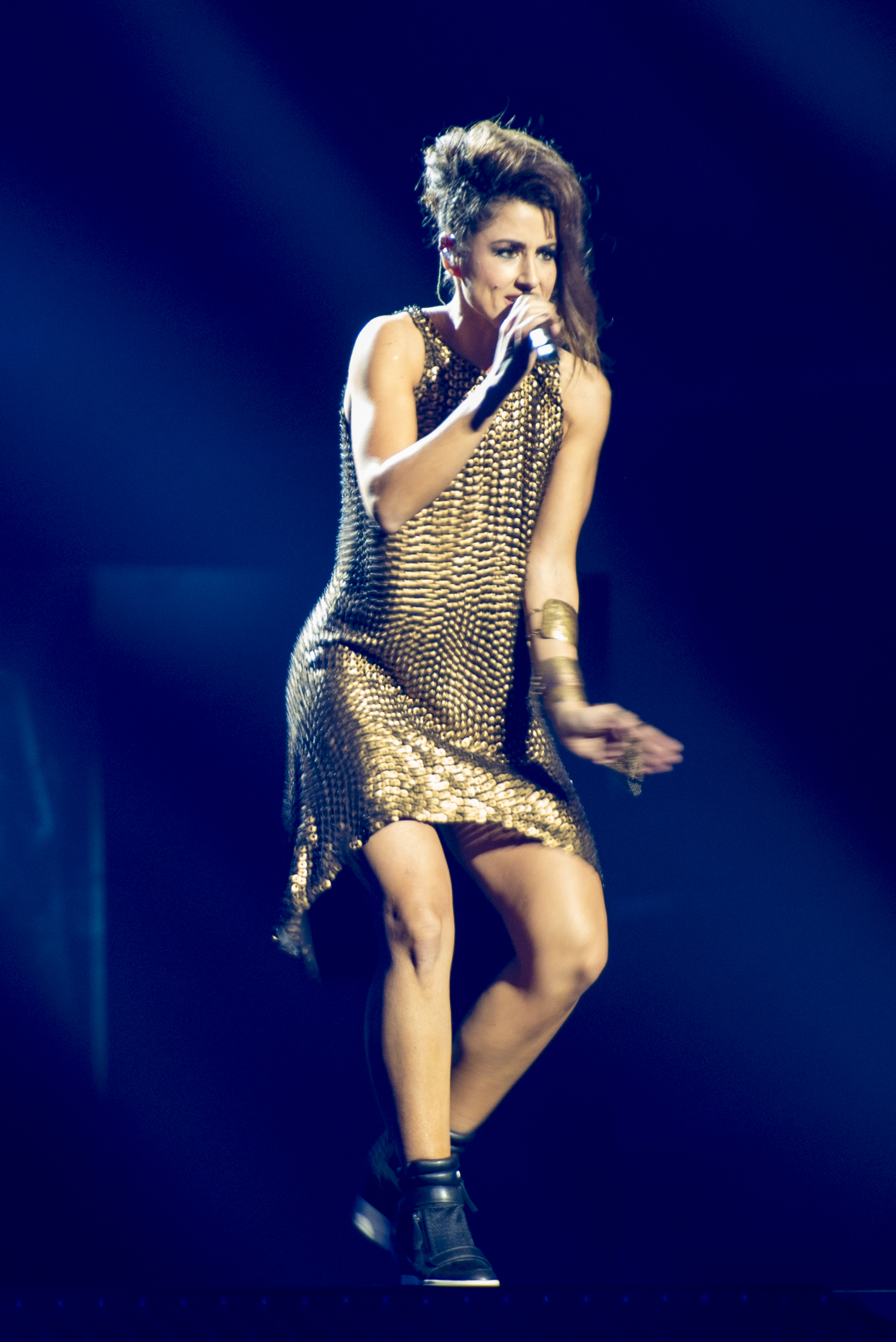
Barei all'Eurovision Song Contest 2016

Say Yay! (Di' Hurrah!) è un singolo della cantante spagnola Barei, pubblicato il 25 gennaio 2016 su etichetta discografica Gran Sol. Il brano è stato scritto da Barei, Rubén Villanueva e Víctor Púa Vivó.
Il seguito alla sua vittoria al programma televisivo Objetivo Eurovisión il 1º febbraio 2016, con Say Yay! Barei ha rappresentato la Spagna all'Eurovision Song Contest 2016, dove ha avuto l'occasione di cantare sul palco dell'Eurovision a Stoccolma nella finale del 14 maggio. È stata la prima canzone spagnola all'Eurovision ad essere cantata interamente in lingua inglese. Questo fatto ha suscitato delle critiche da parte di José María Merino della Real Academia Española, che ha definito "impresentabile, insensato e stupido" per la Spagna mandare all'Eurovision una canzone il cui testo non contiene una singola parola in spagnolo.
Il video di Say Yay! è stato girato a febbraio 2016 da Gus Carballo principalmente a Madrid, nel quartiere Las Tablas. Altre scene sono state girate a Barcellona, Berlino, L'Avana, Londra, Miami e Stoccolma. Il video è stato pubblicato il 10 marzo 2016 sul sito dell'ente radiotelevisivo spagnolo RTVE.

## Successo commerciale
Say Yay!, inizialmente pubblicata il 25 gennaio 2016 su etichetta Gran Sol, ha raggiunto nel giro di un giorno – ancor prima della sua esibizione a Objetivo Eurovisión – il primo posto della classifica iTunes spagnola. Il 31 gennaio il singolo è entrato nella classifica dei singoli più venduti in Spagna al sesto posto, scendendo al settimo la settimana successiva e scomparendo dalla top 50 dopo altre due settimane.
L'11 marzo 2016 una nuova versione di Say Yay!, contenente minori modifiche alla base musicale, è uscita su iTunes su etichetta Universal Music Spain, rimpiazzando quella originale. Anche questa versione ha raggiunto il primo posto su iTunes in Spagna. Il 20 marzo 2016 Say Yay! è rientrata nella classifica spagnola al terzo posto, la sua posizione migliore.

## Esibizioni dal vivo
Barei ha cantato Say Yay! dal vivo per la prima volta a Objetivo Eurovisión il 1º febbraio 2016. Dopo la sua vittoria, ha cantato al programma televisivo spagnolo La mañana sul canale La 1 il 3 febbraio. Il 13 febbraio Barei si è esibita in Ucraina durante la seconda semifinale del programma di selezione nazionale per l'Eurovision. Il 5 marzo ha cantato una versione acustica di Say Yay! al locale madrileno El Intruso durante il festival musicale Ellas Son-Arte.; ha eseguito un'altra performance acustica il 29 marzo durante il talk show Likes sul canale #0.
In preparazione all'Eurovision, Barei ha cantato Say Yay! a Riga, in Lettonia, il 2 aprile, e a Mosca, in Russia, il giorno successivo. Barei canterà anche ad Amsterdam, nei Paesi Bassi, il 9 aprile, a Tel Aviv, in Israele, il 12 aprile, e a Londra, nel Regno Unito, il 17 aprile.
Per la sua esibizione all'Eurovision del 14 maggio, Barei ha scelto Laura García come sua coreografa e Florian Boje come direttore di scena. Cinque coristi la supporteranno nella sua performance: Rebeca Rods, Milena Brody, Alana Sinkëy, Awinnie MyBaby e Brequette. Barei canterà Say Yay! per diciannovesima su 26 partecipanti.

## Tracce
Download digitale
1. Say Yay! – 2:56

## Classifiche
| Classifica (2016) | Posizione massima |
| ----------------- | ----------------- |
| Francia           | 184               |
| Spagna            | 36                |
| Svezia            | 63                |